# Politica di Hong Kong
Il sistema politico di Hong Kong si sviluppa nel quadro del suo documento costituzionale, la legge fondamentale, approvata ad aprile del 1990 dal Congresso Nazionale del Popolo. Esso prevede diverse istituzioni, tra le quali il consiglio legislativo e il Capo dell'esecutivo, a capo del governo. Il sistema politico è multipartitico e di tipo presidenziale.
Il 1º luglio 1997 la sovranità su Hong Kong viene ufficialmente trasferita dal Regno Unito, che l'amministrava come colonia, alla Repubblica popolare cinese, in base agli accordi congiunti tra i due Stati. Stando a essi, la città di Hong Kong deve mantenere un elevato grado di autonomia, salvo in materia di politica estera e di difesa, per le quali è responsabile il governo cinese, secondo il modello "una Cina, due sistemi" ideato da Deng Xiaoping. L'articolo 31 della costituzione cinese conferisce ad Hong Kong lo status di regione amministrativa speciale. La dichiarazione e la legge fondamentale prevedono che il sistema politico, economico e giudiziario della città rimanga tale per almeno 50 anni, e che per lo stesso periodo prenda parte agli accordi internazionali come dipendenza cinese. Per esempio, il comitato olimpico internazionale riconosce Hong Kong come una dipendenza e la fa partecipare con una delegazione separata da quella cinese, sotto il nome di "Hong Kong, Cina".
Hong Kong ha un sistema economico liberista. Il suffragio universale è garantito sono per le elezioni dei consigli distrettuali e di una parte del consiglio legislativo. Il Democracy Index classifica la città come regime ibrido.

## Rami

### Potere esecutivo

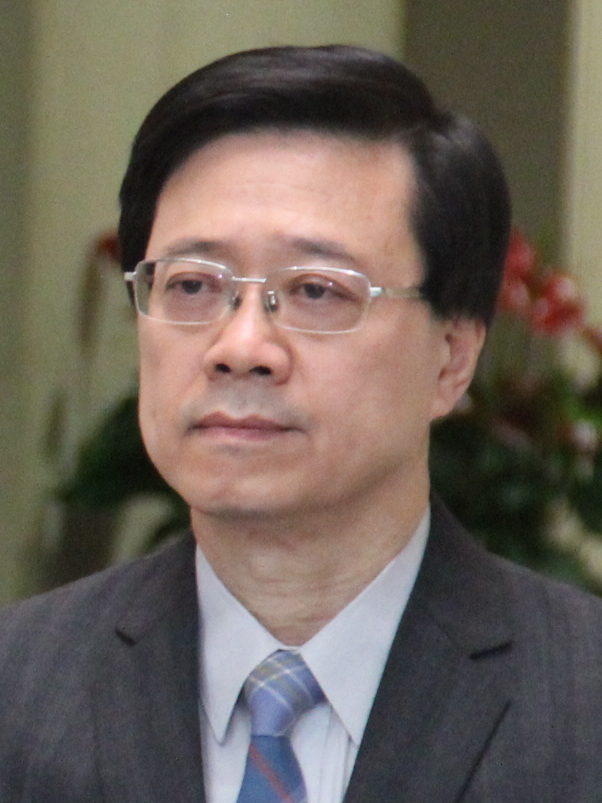
John Li, attuale capo dell'esecutivo

Il Capo dell'esecutivo (CE) è il capo di governo della RAS di Hong Kong, ed è l'autorità più importante del governo. Secondo l'articolo 44 della legge fondamentale, il Capo dell'esecutivo deve essere un cittadino cinese con passaporto di Hong Kong.
La modalità di elezione del Capo dell'esecutivo è definita nell'allegato I alla legge fondamentale. Il comitato elettorale, così come definito negli ultimi cambiamenti al sistema elettorale apportati nel 2021, è comporto da 1500 membri. Essi possono essere privati cittadini o rappresentanti di particolari gruppi ed enti appositamente designati. Il Capo dell'esecutivo è ufficialmente nominato dal Primo ministro cinese. Il Consiglio dell'esecutivo (ExCo), che esercita il potere esecutivo insieme con il Capo dell'esecutivo, si compone di un numero variabile di ministri e ministri senza portafoglio, detti Segretari, interamente nominati dal Capo dell'esecutivo, ai sensi dell'articolo 55 della legge fondamentale.

### Potere legislativo
L'articolo 26 della legge fondamentale riconosce il diritto di voto ai cittadini residenti a Hong Kong. Il parlamento della RAS è il Consiglio legislativo (LegCo), eletto ogni 4 anni. Esso esercita il potere legislativo assegnato alla regione e si basa su una democrazia rappresentativa ibrida. Dopo la riforma del 2021, il Consiglio si compone di 90 membri, dei quali: 20 sono eletti con suffragio universale, 40 sono eletti dal comitato elettorale e 30 sono eletti sulla base di collegi funzionali (cioè in base alle professioni).

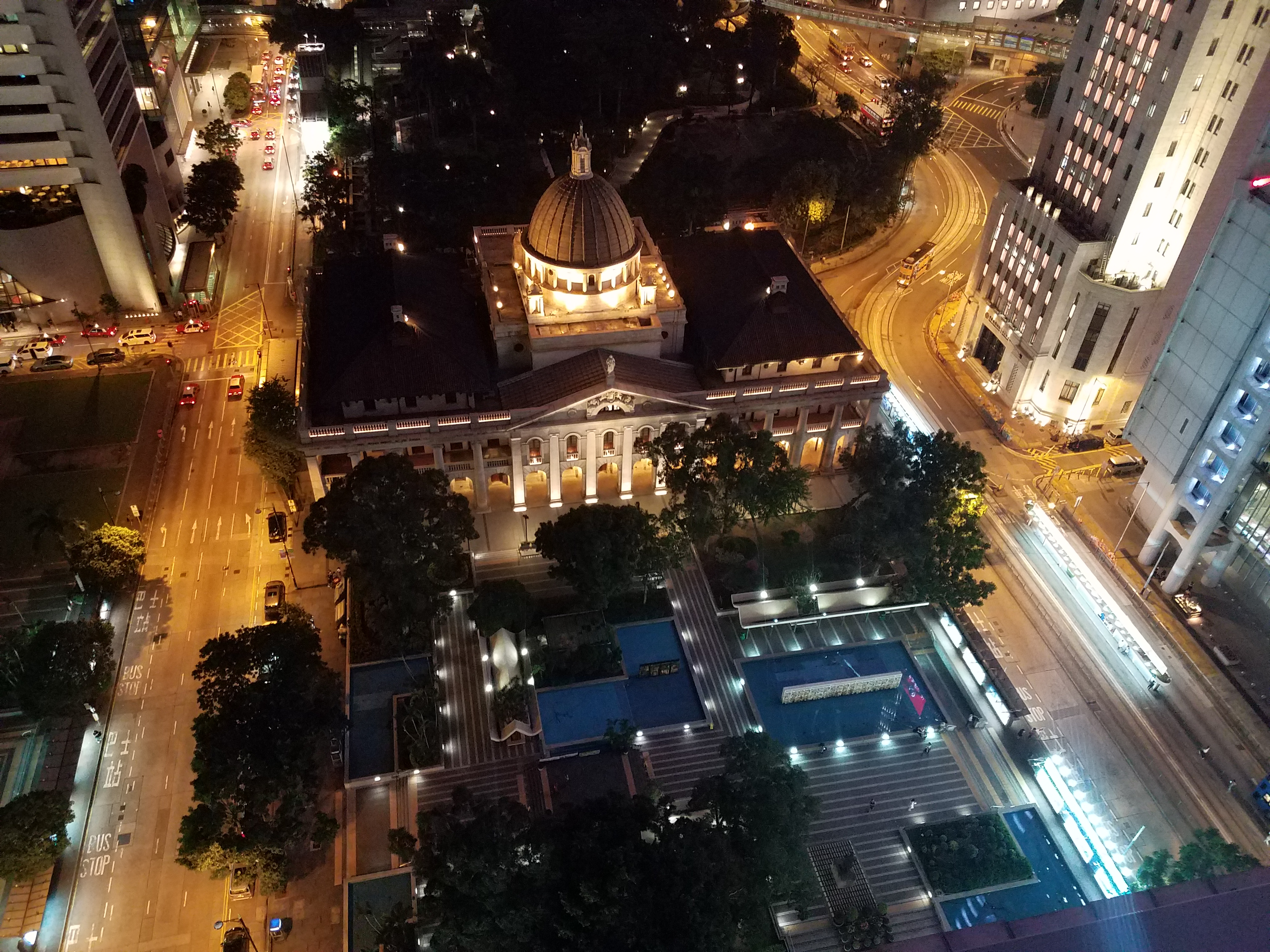
Sede della Corte d'appello finale

### Potere giudiziario
Il potere giudiziario di Hong Kong è indipendente da quello cinese ed è suddiviso tra vari tribunali. Il più importante è la corte d'appello finale, che è il tribunale di ultima istanza (equivalente alla corte di cassazione italiana) del sistema giudiziario hongkonghese.
Il sistema giuridico di Hong Kong si basa sulla common law di stampo britannico. Nonostante ciò, il Comitato permanente del Congresso nazionale del popolo ha il potere di ultima interpretazione delle leggi nazionali che si applicano alla RAS, inclusa la legge fondamentale, e le sue deliberazioni sono vincolanti per i tribunali di Hong Kong.
L'Alta corte si compone della corte d'appello e del tribunale di primo grado. Essa si occupa delle cause penali e civili che abbiano superato il giudizio dei tribunali inferiori.